# 伊丽莎白·沃策尔

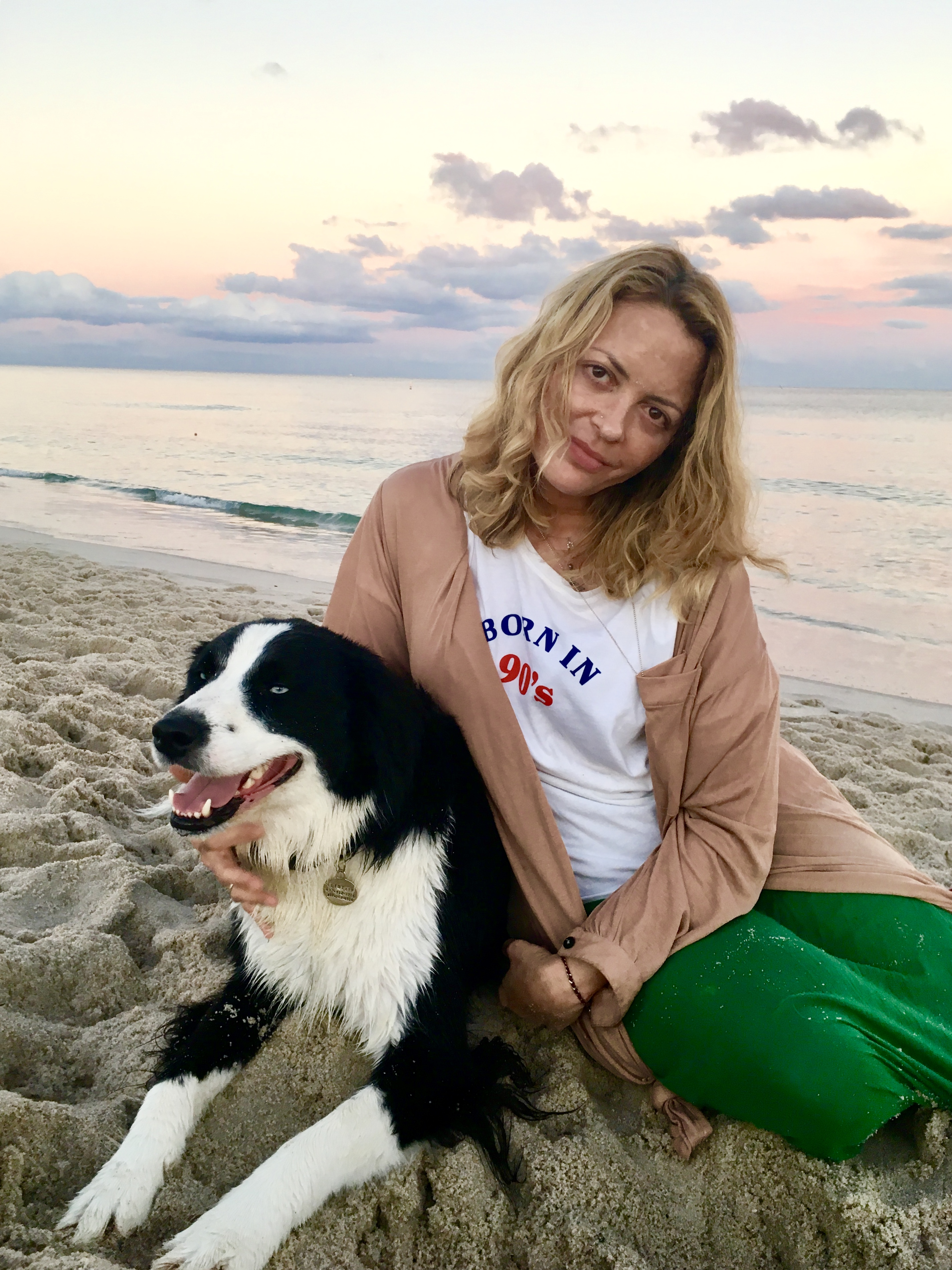
伊丽莎白·沃策尔

伊丽莎白·沃策尔（1967年7月31日 - 2020年1月7日）是一位美国作家、记者和律师，她是《百忧解国家：青春与抑郁在美国》（Prozac Nation:Young and De⁃pressed in America）的作者， 她在書中记录了自己的抑郁症，后因乳腺癌去世。 